# Liste der Baudenkmale in der Ortschaft Süd
In der Liste sind die Baudenkmale in der Ortschaft Süd der niedersächsischen Stadt Salzgitter (ohne Salzgitter-Bad) aufgelistet. Die Baudenkmale von Salzgitter-Bad befinden sich in der Liste der Baudenkmale in Salzgitter-Bad. Die Einträge in den Listen basieren auf dem Denkmalatlas Niedersachsen. Der Stand der Liste ist der 8. August 2022.

## Legende
In den Spalten befinden sich folgende Informationen:
- Lage: die Adresse des Baudenkmales und die geographischen Koordinaten. Kartenansicht, um Koordinaten zu setzen. In der Kartenansicht sind Baudenkmale ohne Koordinaten mit einem roten Marker dargestellt und können in der Karte gesetzt werden. Baudenkmale ohne Bild sind mit einem blauen Marker gekennzeichnet, Baudenkmale mit Bild mit einem grünen Marker.
- Bezeichnung: Bezeichnung des Baudenkmales
- Beschreibung: die Beschreibung des Baudenkmales. Unter § 3 Abs. 2 NDSchG werden Einzeldenkmale und unter § 3 Abs. 3 NDSchG Gruppen baulicher Anlagen und deren Bestandteile ausgewiesen.
- ID: die Objekt-ID des Baudenkmales
- Bild: ein Bild des Baudenkmales, ggf. zusätzlich mit einem Link zu weiteren Fotos des Baudenkmals im Medienarchiv Wikimedia Commons. Wenn man auf das Kamerasymbol klickt, können Fotos zu Baudenkmalen aus dieser Liste hochgeladen werden:

## Groß Mahner

### Gruppe: Kirchhof Groß Mahner
Baudenkmal (Gruppe):

| Lage                       | Bezeichnung          | Beschreibung | ID       | Bild |
| -------------------------- | -------------------- | ------------ | -------- | ---- |
| 52° 3′ 0″ N, 10° 24′ 33″ O | Kirchhof Groß Mahner |              | 31191115 | BW   |

Baudenkmale (Einzeln):

| Lage                                | Bezeichnung    | Beschreibung | ID       | Bild           |
| ----------------------------------- | -------------- | --- | -------- | -------------- |
| Südring 52° 3′ 1″ N, 10° 24′ 32″ O  | Kirche         | Die Kirche wurde 1239 zum ersten Mal erwähnt, das genaue Baujahr ist aber unbekannt. Das Kirchengebäude wurde 1893 abgerissen und es wurde eine neue Kirche gebaut, die noch heute genutzt wird. | 31192050 | Weitere Bilder |
| Südring 52° 3′ 0″ N, 10° 24′ 32″ O  | Kirchhof       | | 31192071 | BW             |
| Südring 52° 3′ 0″ N, 10° 24′ 32″ O  | Grabsteine     | | 31226215 | BW             |
| Südring 52° 2′ 59″ N, 10° 24′ 33″ O | Kriegerdenkmal | | 31192090 | BW             |

### Gruppe: Hofanlage Mahner Straße 17a
Baudenkmal (Gruppe):

| Lage                                         | Bezeichnung                 | Beschreibung | ID       | Bild |
| -------------------------------------------- | --------------------------- | ------------ | -------- | ---- |
| Mahner Straße 17a 52° 3′ 2″ N, 10° 24′ 31″ O | Hofanlage Mahner Straße 17a |              | 31191128 | BW   |

Baudenkmale (Einzeln):

| Lage                                         | Bezeichnung        | Beschreibung | ID       | Bild |
| -------------------------------------------- | ------------------ | ------------ | -------- | ---- |
| Mahner Straße 17a 52° 3′ 3″ N, 10° 24′ 31″ O | Wohnhaus           |              | 31191969 | BW   |
| Mahner Straße 17a 52° 3′ 2″ N, 10° 24′ 30″ O | Wirtschaftsgebäude |              | 31192029 | BW   |
| Mahner Straße 17a 52° 3′ 1″ N, 10° 24′ 31″ O | Scheune            |              | 31192008 | BW   |
| Mahner Straße 17a 52° 3′ 2″ N, 10° 24′ 33″ O | Stall              |              | 31191987 | BW   |

### Gruppe: Ehemalige Schulen Groß Mahner
Baudenkmal (Gruppe):

| Lage                       | Bezeichnung                   | Beschreibung | ID       | Bild |
| -------------------------- | ----------------------------- | ------------ | -------- | ---- |
| 52° 3′ 3″ N, 10° 24′ 37″ O | Ehemalige Schulen Groß Mahner |              | 31190646 | BW   |

Baudenkmale (Einzeln):

| Lage                                      | Bezeichnung  | Beschreibung | ID       | Bild |
| ----------------------------------------- | ------------ | ------------ | -------- | ---- |
| Am Sattelhof 8 52° 3′ 3″ N, 10° 24′ 37″ O | Schule       | Neue Schule  | 31191840 | BW   |
| Am Sattelhof 6 52° 3′ 3″ N, 10° 24′ 37″ O | Stallscheune |              | 31226390 | BW   |
| Am Sattelhof 6 52° 3′ 4″ N, 10° 24′ 38″ O | Schule       |              | 31191818 | BW   |

### Gruppe: Rote Mühle Groß Mahner
Baudenkmal (Gruppe):

| Lage                                     | Bezeichnung            | Beschreibung | ID       | Bild |
| ---------------------------------------- | ---------------------- | ------------ | -------- | ---- |
| Rote Mühle 1 52° 3′ 28″ N, 10° 24′ 37″ O | Rote Mühle Groß Mahner |              | 31191102 | BW   |

Baudenkmale (Einzeln):

| Lage                                     | Bezeichnung  | Beschreibung | ID       | Bild |
| ---------------------------------------- | ------------ | ------------ | -------- | ---- |
| Rote Mühle 1 52° 3′ 28″ N, 10° 24′ 36″ O | Wohnhaus     |              | 31191881 | BW   |
| Rote Mühle 1 52° 3′ 29″ N, 10° 24′ 38″ O | Stallscheune |              | 31191902 | BW   |
| Rote Mühle 52° 3′ 28″ N, 10° 24′ 39″ O   | Brücke       |              | 31191860 | BW   |

### Beudenkmale (Einzeln)
| Lage                                     | Bezeichnung | Beschreibung | ID       | Bild |
| ---------------------------------------- | ----------- | ------------ | -------- | ---- |
| Genthstraße 2 52° 3′ 9″ N, 10° 24′ 34″ O | Wohnhaus    |              | 31191923 | BW   |

## Hohenrode

### Beudenkmale (Einzeln)
| Lage                                               | Bezeichnung | Beschreibung                                           | ID       | Bild |
| -------------------------------------------------- | ----------- | ------------------------------------------------------ | -------- | ---- |
| Schacht-Georg-Straße 11 52° 1′ 30″ N, 10° 21′ 2″ O | Wohnhaus    | Erbaut um 1750, laut Brandregister von 1766 Ass.Nr. 2. | 31192477 |      |

## Ringelheim

### Gruppe: Schloss und Gut Ringelheim
Baudenkmal (Gruppe):

| Lage                       | Bezeichnung                | Beschreibung | ID       | Bild           |
| -------------------------- | -------------------------- | ------------ | -------- | -------------- |
| 52° 2′ 3″ N, 10° 18′ 42″ O | Schloss und Gut Ringelheim |              | 31191447 | Weitere Bilder |

Baudenkmale (Einzeln):

| Lage                                              | Bezeichnung              | Beschreibung | ID       | Bild           |
| ------------------------------------------------- | ------------------------ | --- | -------- | -------------- |
| Johannesstraße 16 52° 2′ 8″ N, 10° 18′ 39″ O      | Pfarrhaus                | | 31202418 | BW             |
| Goslarsche Straße 91 a 52° 2′ 3″ N, 10° 19′ 10″ O | Wohnhaus                 | Ärzte-Reihenwohnhäuser | 31202028 | BW             |
| Gutshof 4 52° 2′ 2″ N, 10° 18′ 59″ O              | Park                     | Rittergut Ringelsheim | 31202229 | BW             |
| Gutshof 4 52° 2′ 7″ N, 10° 18′ 59″ O              | Mühlengraben             | | 31202284 | BW             |
| Gutshof 4 52° 1′ 59″ N, 10° 19′ 1″ O              | Obelisk                  | | 31202208 | BW             |
| Gutshof 4 52° 1′ 57″ N, 10° 18′ 40″ O             | Brücke                   | | 31202187 |                |
| Gutshof 3 52° 2′ 7″ N, 10° 18′ 37″ O              | Stall                    | | 31202087 | BW             |
| Heinrichstraße 2 52° 2′ 8″ N, 10° 18′ 37″ O       | Torgebäude               | Kornbrücke | 31202105 |                |
| Heinrichstraße 2 52° 2′ 8″ N, 10° 18′ 36″ O       | Kornspeicher             | | 31219243 | BW             |
| Heinrichstraße 2 52° 2′ 8″ N, 10° 18′ 35″ O       | Wohnhaus                 | Schäferhaus | 31219267 | BW             |
| Gutshof 7 52° 2′ 7″ N, 10° 18′ 35″ O              | Scheune                  | | 31202347 | BW             |
| Gutshof 7 52° 2′ 6″ N, 10° 18′ 34″ O              | Scheune/Stall            | | 31202323 | BW             |
| Gutshof 7 52° 2′ 4″ N, 10° 18′ 30″ O              | Einfriedung              | | 31218885 | BW             |
| Gutshof 7 52° 2′ 4″ N, 10° 18′ 29″ O              | Pfeiler                  | | 31225301 | BW             |
| Gutshof 7 52° 2′ 4″ N, 10° 18′ 31″ O              | Wohn-/Wirtschaftsgebäude | | 31218838 | BW             |
| Gutshof 7 52° 2′ 3″ N, 10° 18′ 32″ O              | Melkhaus                 | | 31219322 | BW             |
| Gutshof 7 52° 2′ 4″ N, 10° 18′ 34″ O              | Taubenturm               | Der Taubenturm wurde um 1710 unter Abt Franziskus Schlichting erbaut. Unter Abt Freihoff erhielt der Taubenturm 1748 einen Anbau, der als Schulraum genutzt wurde. Heute steht das Gebäude für kulturelle Veranstaltungen und Trauungen zur Verfügung.                         | 31202371 |                |
| Gutshof 6 52° 2′ 4″ N, 10° 18′ 36″ O              | Mühle                    | Das heutige Gebäude der Klostermühle Ringelheim wurde 1699 erbaut. Die Mühle wurde Ende des 19. Jahrhunderts stillgelegt und in dem Gebäude ein Elektrizitätswerk errichtet, das den Ort und die Umgebung mit Strom versorgte. Das Kraftwerk wurde 1924 außer Betrieb gesetzt. | 31202302 |                |
| Gutshof 4 52° 2′ 7″ N, 10° 18′ 40″ O              | Mausoleum                | | 31202166 | BW             |
| Gutshof 4 52° 2′ 6″ N, 10° 18′ 39″ O              | Kirche                   | St.-Abdon-und-Sennen-Kirche | 31202124 | Weitere Bilder |
| Gutshof 4 52° 2′ 5″ N, 10° 18′ 39″ O              | Herrenhaus               | Schloß Ringelheim | 31202145 |                |

### Gruppe: Kirchhof Ringelheim
Baudenkmal (Gruppe):

| Lage                                      | Bezeichnung         | Beschreibung | ID       | Bild           |
| ----------------------------------------- | ------------------- | ------------ | -------- | -------------- |
| Am Schloßpark 52° 2′ 11″ N, 10° 18′ 42″ O | Kirchhof Ringelheim |              | 31191461 | Weitere Bilder |

Baudenkmale (Einzeln):

| Lage                                      | Bezeichnung    | Beschreibung | ID       | Bild           |
| ----------------------------------------- | -------------- | --- | -------- | -------------- |
| Am Schloßpark 52° 2′ 10″ N, 10° 18′ 42″ O | Kirche         | Evangelische Kirche St. Johannes. Um 1050 erstmals erwähnt. Kirchturm von 1200. Etwa im 13. Jahrhundert wurde die Holzkirche durch einen Steinbau ersetzt. Die drei Ölgemälde wurden Mitte des 19. Jahrhunderts vom damaligen Patron Graf Georg von der Decken geschaffen. Von ihm stammt auch die Bemalung der Decke. | 31201864 | Weitere Bilder |
| Am Schloßpark 52° 2′ 10″ N, 10° 18′ 42″ O | Kirchhof       | | 31201885 | BW             |
| Am Schloßpark 52° 2′ 10″ N, 10° 18′ 41″ O | Kriegerdenkmal | 1870/71 | 31201922 | BW             |
| Am Schloßpark 52° 2′ 11″ N, 10° 18′ 41″ O | Kriegerdenkmal | 1914/18 | 31201904 | BW             |

### Beudenkmale (Einzeln)
| Lage                                             | Bezeichnung     | Beschreibung | ID       | Bild           |
| ------------------------------------------------ | --------------- | --- | -------- | -------------- |
| K 32 52° 1′ 36″ N, 10° 20′ 25″ O                 | Brücke          | Die Brücke über den Mühlengraben, einen Nebenarm der Innerste, wurde 1593 zusammen mit der Franzosenbrücke erbaut. Nach einem Hochwasser, bei dem die Brücke zerstört wurde, wurde das heute noch für den Straßenverkehr genutzte Bauwerk 1775 neu erbaut und ist damit die älteste Straßenbrücke Salzgitters.                                                  | 31192433 |                |
| K32 52° 1′ 32″ N, 10° 20′ 21″ O                  | Franzosenbrücke | Die über die Innerste führende Franzosenbrücke wurde 1593 auf Veranlassung von Herzog Heinrich Julius von Braunschweig errichtet, Baumeister war der herzogliche Baudirektor Paul Francke. Der heutige Bau wurde 1818/19 errichtet und 1866 abgetragen und mit vergrößertem Durchlass neu aufgebaut. Die Brücke wird noch heute für den Straßenverkehr genutzt. | 31192454 | Weitere Bilder |
| 52° 1′ 56″ N, 10° 17′ 52″ O                      | Friedhof        | Cholerafriedhof | 36259514 | BW             |
| Johannesstraße 10 52° 2′ 10″ N, 10° 18′ 40″ O    | Schule          | Lutherische Pfarrschule Ringelheim | 31202397 | BW             |
| Goslarsche Straße 17 52° 2′ 13″ N, 10° 18′ 32″ O | Wohnhaus        | | 31201985 | BW             |
| Poststraße 3 52° 2′ 12″ N, 10° 18′ 50″ O         | Wohnhaus        | Doktorhaus | 31202458 | BW             |
| Poststraße 3 52° 2′ 13″ N, 10° 18′ 50″ O         | Remise          | | 31225230 | BW             |
| Am Schloßpark 5/7 52° 2′ 9″ N, 10° 18′ 42″ O     | Schule          | Evangelische Schule Ringelheim | 31201940 | BW             |
| 52° 2′ 4″ N, 10° 17′ 9″ O                        | Eisenbahnbrücke | Innerstebrücke | 31201817 | BW             |
| Weg 52° 2′ 6″ N, 10° 17′ 17″ O                   | Eisenbahnbrücke | | 31201795 | BW             |
| K 37 52° 2′ 31″ N, 10° 17′ 38″ O                 | Steinkreuz      | | 31202436 | BW             |
| Alte Heerstraße 52° 2′ 24″ N, 10° 18′ 56″ O      | Kreuzwegstation | | 31201839 | BW             |

## Salzgitter-Bad
Die Baudenkmale von Salzgitter-Bad befinden sich in der Liste der Baudenkmale in Salzgitter-Bad.